# Bonnevent-Velloreille
 Bonnevent-Velloreille  es una comuna y población de Francia, en la región de Franco Condado, departamento de Alto Saona, en el distrito de Vesoul y cantón de Gy.
Su población en el censo de 1999 era de 287 habitantes.
Está integrada en la Communauté de communes du Pays Riolais.

## Demografía
| 186 | 173 | 177 | 201 | 250 | 287 | 343 |
| Para los censos de 1962 a 1999 la población legal corresponde a la población sin duplicidades (Fuente: INSEE [Consultar]) |     |     |     |     |     |     |